# Spathionema
Spathionema es un género monotípico de plantas con flores perteneciente a la familia Fabaceae. Su única especie:  Spathionema kilimandscharicu, es originaria de África donde se distribuye por Kenia y Tanzania.

## Descripción
Son subarbustos trepadores que alcanzan los  2-10 m de largo; con tallos leñosos pubescentes en primer lugar, más tarde glabrescentes; hojas a menudo fasciculadas en ramitas cortas, que suele aparecer después de la floración y fructificación.

## Ecología
Se encuentran como matorrales mixtos de hoja caduca con Acacia, Terminalia orbicularis , Commiphora, Sesamothamnus, etc; también en praderas semidesérticas, lugares rocosos; a una altitud de 250-1470 metros.

## Sinonimia
- Vigna macrantha Harms[2]